# Plaskett (cráter)
|                                                    |
| Localización de Plaskett junto al polo norte lunar |

Plaskett es un prominente cráter de impacto perteneciente al hemisferio norte de la cara oculta de la Luna. Se encuentra a solo unos cientos de kilómetros al sur del polo norte lunar, por lo que recibe la luz del sol en un ángulo muy bajo. La planicie de pared amurallada de Rozhdestvenskiy está unida al borde noreste de Plaskett, entre el cráter y el polo. Al sur se halla el par de cráteres superpuestos formado por Milankovic y Ricco.
|  |

El borde exterior de Plaskett tiene una forma algo poligonal, compuesta por una serie de protuberancias hacia fuera del perímetro. La pared interior es aterrazada en el borde sur, mientras que el resto es más rugoso y con un perfil más difuso. El suelo interior es relativamente plano y prenta un pico central formado por dos colinas en el punto medio. El cráter satélite Plaskett U está unido al borde noroeste.
Debido al aislamiento de este cráter y a su ubicación cerca del terminador lunar, se ha sugerido como el lugar ideal para una futura base lunar. Una base establecida en esta zona permitiría simular las condiciones de una misión a Marte.

## Cráteres satélite
Por convención estos elementos son identificados en los mapas lunares poniendo la letra en el lado del punto medio del cráter que está más cercano a Plaskett.
|          | \| Plaskett \| Coordenadas \| Diámetro \| \| -------- \| ------------------------------ \| -------- \| \| H \| 80°12′N 165°06′E / 80.2, 165.1 \| 20 km \| \| S \| 81°36′N 148°42′E / 81.6, 148.7 \| 17 km \| \| U \| 83°00′N 160°12′E / 83.0, 160.2 \| 14 km \| \| V \| 82°30′N 118°30′E / 82.5, 118.5 \| 49 km \| |          |
| Plaskett | Coordenadas | Diámetro |
| H        | 80°12′N 165°06′E / 80.2, 165.1 | 20 km    |
| S        | 81°36′N 148°42′E / 81.6, 148.7 | 17 km    |
| U        | 83°00′N 160°12′E / 83.0, 160.2 | 14 km    |
| V        | 82°30′N 118°30′E / 82.5, 118.5 | 49 km    |